# Забава (герб)
Забава (пол. Zabawa) — польский дворянский герб.

## Описание
Состоит из рассеченного надвое щита, которого левая половина есть шаховница (поле трижды рассечено и восьмикратно пересечено на червень и серебро), а другая половина лазуревая без фигур. На шлеме пять страусовых перьев. Происхождение этого герба относят к XI веку и думают, что он перенесён из Силезии.

## Герб используют
Bruski, Brzezieński, Brzeziński, Bubelwic, Bubełwic, Dąbrowski, Dombrowski, Drochecki, Grabowski, Justynowicz, Kociński, Koczeński, Koczyński, Koczywski, Kościelecki, Kotwicz, Пясецкие (Piasecki), Piels, Pielstowski, Pielsz, Пироцкие (Pirocki, Pierocki), Pirucki, Sokół, Szwyradzki, Świeradzki, Świracki, Świradzki, Świraski, Wechadłowski, Węchadłowski, Węchałdowski, Węcławowicz, Węcławski, Wichliński, Włodek, Zabawski, Zabowski, Zabuski